# Kesselmühle (Greiz)
Die Kesselmühle (früher auch "Keßelmühle") ist ein Weiler des Stadtteils Cossengrün/Hohndorf/Schönbach der Stadt Greiz im Landkreis Greiz in Thüringen. Die Siedlung gehört zur Gemarkung Eubenberg.

## Lage
Die Kesselmühle liegt im Tal des Triebitzbachs. Eubenberg liegt nördlich, Arnsgrün im Westen und das ebenfalls zu Greiz gehörige Schönbach im Osten. Auf sächsischer Seite schließt sich südlich Fröbersgrün an.

## Geschichte
Neben der Kölbelmühle und der Steinermühle war die Kesselmühle eine der Mahlwerke im Triebitzbachtal. Über die Jahre gesellten sich zur Lage noch weitere Häuser hinzu.
Anfangs gehörte die Kesselmühle zur Gemeinde Eubenberg, welche am 1. Juli 1950 zur Gemeinde Arnsgrün im Landkreis Zeulenroda kam. Diese wurde dann 1997 ein Teil der neuen Gemeinde Vogtländisches Oberland. Am 31. Dezember 2012 wurde diese aufgelöst. Dabei wurde Arnsgrün nach Zeulenroda-Triebes und Eubenberg mit der Kesselmühle in die Stadt Greiz eingegliedert.

## Verkehr
An der Kesselmühle führt die L 2342 von der Landesgrenze nach Bernsgrün vorbei. Die dortige Haltestelle der Personen- und Reiseverkehrsgesellschaft Greiz wird unter der Woche täglich von Bussen nach Elsterberg und Greiz bedient.